# Unirea Principatelor Române

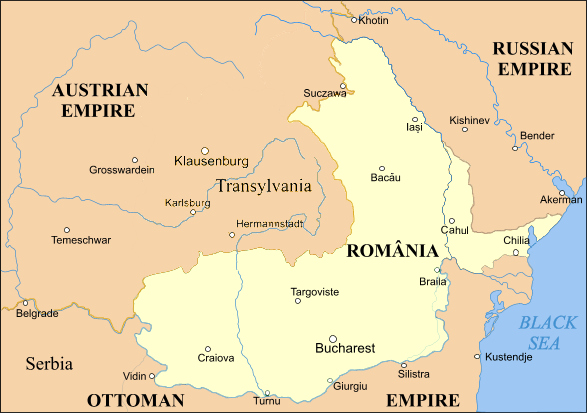
Principatele Unite ale Moldovei și Țării Românești

Drapelul noului stat

Unirea Principatelor Române a avut loc la jumătatea secolului al XIX-lea prin unirea statelor Moldova și Țara Românească sub numele Principatele Unite ale Moldovei și Țării Românești. Procesul unirii, bazat pe puternica apropiere culturală și economică între cele două țări, a cunoscut o etapă decisivă, care s-a dovedit a fi ireversibilă, prin alegerea colonelului moldovean Alexandru Ioan Cuza ca domnitor al ambelor principate, la 5 ianuarie 1859 în Moldova și la 24 ianuarie 1859 în Țara Românească.
Procesul a început odată cu adoptarea Regulamentelor Organice între 1831-1832 în Muntenia și Moldova, care stipulau necesitatea unificării politice, urmate de acorduri vamale între 1833 și 1835 și lichidarea posturilor vamale între cele două țări începând cu 1 ianuarie 1848, în timpul domniilor lui Mihail Sturdza, respectiv Gheorghe Bibescu. Deznodământul războiului Crimeii a stăvilit pentru un timp ambițiile geopolitice ale imperiului rus la Dunărea de jos, fără a consolida efectiv imperiul Otoman de care depindeau principatele, ceea ce a creat un context favorabil realizării unirii. Votul popular favorabil unirii în ambele țări, rezultat în urma unor Adunări ad-hoc în 1857 a dus la Convenția de la Paris din 1858, o înțelegere între Marile Puteri, prin care se accepta o uniune mai mult formală între cele două țări, cu guverne diferite și cu unele instituții comune. La începutul anului 1859 liderul unionist moldovean Alexandru Ioan Cuza a fost ales ca domnitor al Moldovei și Țării Românești, act care a adus cele două state într-o uniune personală. În 1862, cu ajutorul unioniștilor din cele două țări, Cuza a unificat Parlamentul și Guvernul, realizând unirea politică. După înlăturarea sa de la putere în 1866, unirea a fost consolidată de succesorul său, principele Carol de Hohenzollern-Sigmaringen, iar constituția adoptată în acel an a denumit noul stat România.

## Evenimente anterioare
La 1 ianuarie 1848 a intrat în vigoare o convenție moldo-munteană prin care a fost desființată vama dintre cele două țări, excepție făcând sarea. Actul a fost precedat în 1842 de un proiect de unificare al măsurilor și greutăților. Cununia domnitorului Gheorghe Bibescu a fost oficiată la Focșani, în septembrie 1845, la Biserica Sfântul Ioan, lângă borna de hotar, naș de cununie fiind domnitorul Moldovei, Mihail Sturdza.
Ideea Unirii Moldovei și a Țării Românești, avansată încă din secolul al XVIII-lea a devenit, după războiul Crimeii (1853 - 1856) o temă de prim plan a dezbaterii politice, atât în cele două Principate, cât și pe plan internațional. Situația externă se arăta favorabilă; înfrângerea Rusiei și hegemonia politică a Franței ofereau un context prielnic punerii în practică a proiectului, cu atât mai mult cu cât Napoleon al III-lea, împărat al francezilor, dorea un bastion răsăritean favorabil politicii sale, care să contrabalanseze expansiunea rusească și să contribuie, alături de Italia, la subminarea sau chiar destrămarea monarhiei austro-ungare.
Un rol important l-a jucat propaganda unionistă, întreprinsă de către liderii partidei naționale, în cele două țări și în străinătate. Activitatea desfășurată în emigrație, îndeosebi în Franța, a cunoscut diverse forme: apeluri către opinia publică europeană; afirmarea programului politic în publicații ca România viitoare (1850, Paris), Junimea română (1851), Republica română (Paris, 1851, Bruxelles, 1853); afilierea la „Comitetul Central Democratic European”, cu sediul la Londra, care urmărea declanșarea unei noi revoluții europene; memorii către Napoleon al III-lea, împăratul Franței și către Palmerston, premierul britanic; constituirea la Paris a unui Comitet cu deviza „Dreptate! Fraternitate! Unitate!”; sprijinul unor personalități marcante (Paul Bataillard, Edgar Quinet, Hippolyte Desprez). Această propagandă unionistă a necesitat mari sume de bani pentru cointeresarea materială a unor personalități franceze, iar I.C. Brătianu s-a remarcat prin vânzarea moșiei soției sale pentru a asigura aceste fonduri.
În țară, acțiunile unioniste s-au desfășurat în noul context determinat de prevederile Convenției de la Balta Liman, afirmându-se modalități variate: constituirea Comitetelor Unirii la Iași și la București (1856); editarea unor organe de presă ca România Literară, Steaua Dunării (Iași), Românul (București); venirea în patrie a unor revoluționari pașoptiști (îndeosebi în Moldova, ca urmare a regimului liberal-moderat al domnitorului Grigore Alexandru Ghica).

## Contextul geopolitic european
Ordinea geopolitică a Europei în anii 1815–1853 era cea stabilită la Congresul de la Viena din 1815. Între timp însă echilibrul astfel stabilit a început să se destrame, îndeosebi din cauza crizei interne în Imperiul Otoman, denumit „Bolnavul Europei”. În această perioadă Moldova și Țara Românească, numite colectiv pe atunci în mediile diplomatice „Principatele Dunărene” au tranziționat de la statutul unor provincii autonome otomane cu statut special pe care îl aveau în timpul regimului fanariot, la state cvasiindependente și autoguvernate, angrenate prin comerțul pe Dunăre, devenit liber din 1829, în relații economice cu Europa Occidentală. Pe de altă parte, Imperiul Rus considera aceste principate un vector prin care, sub stindardul panslavismului, putea să se erijeze în protector al popoarelor slave și ortodoxe din Peninsula Balcanică și să capete control asupra Bosforului, asigurându-și acces strategic la apele calde din sud. Amestecul rus în Principatele Dunărene s-a manifestat mai întâi prin Convenția de la Akkerman prin care Rusia a obținut drept de a confirma, alături de Poartă, alegerea domnitorilor din cele două țări, care urmau să aibă mandate fixate la șapte ani; apoi prin ocupația țărilor în timpul războiului din 1828 și 1829, când domnitorii vasali otomanilor au fost îndepărtați; și apoi, după conflict, prin impunerea Regulamentelor Organice, legi constituționale prin care principatele erau guvernate ca protectorate rusești aflate sub o suzeranitate otomană pur nominală.
Revoluțiile de la 1848 au perturbat puțin starea de fapt, prin aceea că, deși în Moldova s-a înaintat și citit o singură petiție în fața domnitorului, în Țara Românească domnitorul a fugit și un guvern revoluționar s-a lansat între iunie și septembrie în reforme liberale care contraveneau spiritului conservator al Regulamentului Organic.

## Războiul Crimeei și Pacea de la Paris
Sub pretextul protejării slavilor ortodocși balcanici, Rusia a declanșat în 1853 Războiul Crimeei împotriva Imperiului Otoman, iar Principatele Dunărene au intrat sub ocupație rusă. Domnitorii regulamentari au fost și ei înlăturați din funcție. Mersul războiului, favorabil Rusiei, a făcut însă ca Imperiul Francez și Regatul Unit să se implice în conflict pentru a proteja controlul otoman asupra rutelor comerciale spre orient. Rusia s-a văzut nevoită să înceteze ostilitățile și să facă pași înapoi: a fost obligată să-și desființeze flota de la Marea Negră, să demilitarizeze Insulele Åland și să cedeze Moldovei fâșia Cahul-Bolgrad-Ismail, pierzând astfel accesul direct la gurile Dunării.
Statutul Principatelor Dunărene a devenit însă o problemă spinoasă, față de care Marile Puteri aveau fiecare propriile idei. Consensul general a fost că ele nu mai pot fi protectorate rusești, iar statutul lor a fost înlocuit la Congresul de la Paris din 1856 cu garanția comună a Marilor Puteri. Dar în rest, deși atât Regatul Unit cât și Franța doreau consolidarea Imperiului Otoman, în Franța filosofia politică a vremii era dominată naționalismul romantic și, sub influența lobby-ului pașoptiștilor și diasporei române, favoriza unirea celor două țări. Sardinia, angrenată și ea în proiectul de unificare a Italiei, favoriza ideea. Regatul Unit avea rețineri față de ideea unui stat românesc unificat, care era de așteptat să scape total de sub controlul otomanilor, cu riscul de a intra din nou sub infliență rusă. În fine, în Imperiul Austriac existau temeri că o influență otomană restaurată în Principatele Dunărene va stârni nemulțumiri etnice, cu risc de contagiune în Transilvania și Bucovina, și cu siguranță scenariul unirii era ceva de evitat.
În cele din urmă, compromisul a constat în ideea că în anul următor se vor ține niște adunări populare consultative care să decidă dacă țările se vor uni sau nu, iar după încă un an, puterile se vor reuni pentru a lua act de decizii și pentru a hotărî pașii următori. Pentru Franța și Sardinia, era o afirmare a principiilor democrației populare; iar puterile conservatoare nu se așteptau ca poporul să dorească vreo schimbare de statut. Tratatul s-a semnat la 18/30 martie 1856

## Divanurile ad-hoc
Adunările (divanurile) ad-hoc aveau caracter consultativ, și erau alcătuite din reprezentanți ai bisericii, marii boierimi, burgheziei, țărănimii clăcașe, cu scopul de a face propuneri referitoare la realizarea unirii Principatelor Române.
Alegerile pentru Divanurile ad-hoc au fost marcate de mari tensiuni. Dacă în Țara Românească majoritatea covârșitoare a opiniei publice susținea ideea Unirii, în Moldova lucrurile se arătau mai complicate. Partida unionistă, reprezentată de personalități ca Alexandru Ioan Cuza, Mihail Kogălniceanu, Manolache Costache Epureanu, Anastasie Panu etc. avea în fața ei opoziția separatiștilor moldoveni (Nicolae Istrati, ideologul mișcării separatiste, Gheorghe Asachi, Costache Negruzzi etc.). Aceștia doreau menținerea separării, motivându-și opțiunea prin posibila decădere a Iașilor și a Moldovei, odată cu mutarea capitalei la București, ceea ce s-a și întâmplat după 1861.
Având de partea lor sprijinul marilor puteri antiunioniste, Austria și Turcia, precum și pe cel al caimacamului (locțiitorului domnesc) Teodor Balș (înlocuit, după moartea sa, de Nicolae Vogoride, aspirant la tronul Moldovei), separatiștii au reușit, într-o primă fază, să câștige alegerile pentru Divanul Ad-hoc din Moldova (la 19 iulie 1857). În dorința de a-și realiza visul de domnie, Vogoride a falsificat listele electorale de reprezentare în Divanul ad-hoc, prin înlocuirea listelor electorale ale unioniștilor cu cele ale antiunioniștilor. Această manevră făcea ca numărul reprezentanților celor care nu împărtășeau idealul de unire să fie majoritar în Divan. În mai 1857, Ecaterina Vogoride a sustras o parte din corespondența secretă purtată de soțul ei cu rudele din Constantinopol. În acele scrisori, lui Vogoride îi era promisă domnia dacă ar fi reușit să zădărnicească unirea Moldovei cu Muntenia, falsificând alegerile pentru Divanul ad-hoc. Cu ajutorul lui Costache Negri scrisorile compromițătoare au fost publicate în ziarul unionist L'Etoile d'Orient, ce apărea la Bruxelles, traduceri ale scrisorilor apărând la scurt timp și în Moldova. Când sultanul Abdülmecid, cu asigurările Austriei Imperiale, nu a anulat alegerile, ceilalți supervizori (Imperiul Francez, Rusia Imperială, Prusia și Regatul Sardiniei) au rupt relațiile diplomatice cu Imperiul Otoman în 4 august.
Tensiunile dintre Anglia, Austria, ce încurajau Poarta să nu accepte noi alegeri, și celelalte state participante la Congresul de la Paris, au fost dezamorsate de întâlnirea de la Osborne (9 august) dintre Napoleon III și Regina Victoria, în urma căreia alegerile falsificate de Vogoride au fost anulate. În schimbul anulării alegerilor din Moldova, Napoleon al III-lea accepta varianta unei uniri parțiale a Principatelor, acestea urmând a avea doi domni, două guverne, două Adunări Legislative (parlamente). Instituțiile comune urmau a fi Înalta Curte de Casație și Justiție, Comisia Centrală cu sediul la Focșani, la granița între Moldova și Țara Românească, ce avea să se ocupe cu elaborarea legilor de interes comun pentru ambele Principate , însă erau prevăzute  armate naționale separate, având un singur comandant suprem, numit alternativ de cei doi domni. Aceste decizii au fost luate la Conferința de la Paris (1858)  a marilor puteri care deși au hotărât ca principatele să rămână entități politice separate, totuși au fost de acord ca principatele să se numească Principatele Unite ale Moldovei și Țării Românești. (Florin Constantiniu, 1997 (op. cit.), p. 231). Totodată, prin Convenția de la Paris, marile puteri au lăsat guvernul fiecărui Principat în grija unei comisii provizorii, formate din trei caimacami, până la alegerea domnitorilor. În Moldova, cei trei caimacami au fost Anastasie Panu, V. Sturdza și Ștefan Catargiu, primii doi, membri ai partidei naționale, cel de al treilea devotat grupării conservatoare. Principala atribuție a comisiilor provizorii era de a supraveghea alegerea noilor Adunări Elective, care, la rândul lor, urmau să aleagă domnitorii Principatelor.
Au avut loc noi alegeri, astfel încât la 22 septembrie 1857 s-a întrunit Divanul Ad-hoc al Moldovei care era favorabil unirii, iar la 30 septembrie cel al Valahiei, și prin documentele redactate, au fost puse bazele fuzionării celor două principate.
În 7 și 9 octombrie 1857 sunt elaborate Rezoluțiile prin care se cerea:
- Respectarea drepturilor Principatelor și îndeosebi a autonomiei lor în cuprinderea vechilor lor capitulații încheiate cu Înalta Poartă în anii 1393, 1460, 1511 și 1634;
- Unirea Principatelor într-un stat sub numele de România;
- Prinț străin cu moștenirea tronului, ales dintr-o dinastie domnitoare dintre cele europene și ai cărui moștenitori să fie crescuți în religia țării;
- Neutralitatea teritoriului Principatelor;
- Puterea legiuitoare încredințată Adunării Obștești, în care să fie reprezentate toate interesele nației.

Toate acestea -sub garanția colectivă a Marilor Puteri care au subscris tratatul de la Paris.
Întrunite în capitala Franței pentru a lua în discuție cererile celor două Divanuri ad-hoc (10/22 mai–7/19 august 1858), puterile europene au adoptat Convenția de la Paris:
- Principatele își păstrau autonomia sub suzeranitatea Porții și sub protecția celor șapte puteri;
- Se adopta denumirea de Principatele Unite ale Moldovei și Valahiei, fiecare având instituții proprii;
- Se înființau instituții comune, precum Comisia Centrală cu sediul la Focșani (care elabora proiectele de legi de interes comun), Înalta Curte de Justiție și Casație, armata;
- Se prevedeau principii de organizare și modernizare a viitorului stat (separația puterilor în stat, desființarea rangurilor și privilegiilor  boierești, egalitatea în fața legii, drepturi politice pentru creștini, libertatea individuală);
- Dreptul de vot rămânea cenzitar; pentru a avea drept de vot, o persoană trebuia să dețină o proprietate atât de mare, încât numărul electorilor se limita la câteva mii, în majoritate mari moșieri și burghezia înstărită.

După încheierea Convenției de la Paris, care avea să joace rolul unei veritabile Constituții a Principatelor, au urmat alegerile pentru Adunările Elective, care urmau să îi desemneze pe cei doi domni.

## Alegerea lui Alexandru Ioan Cuza

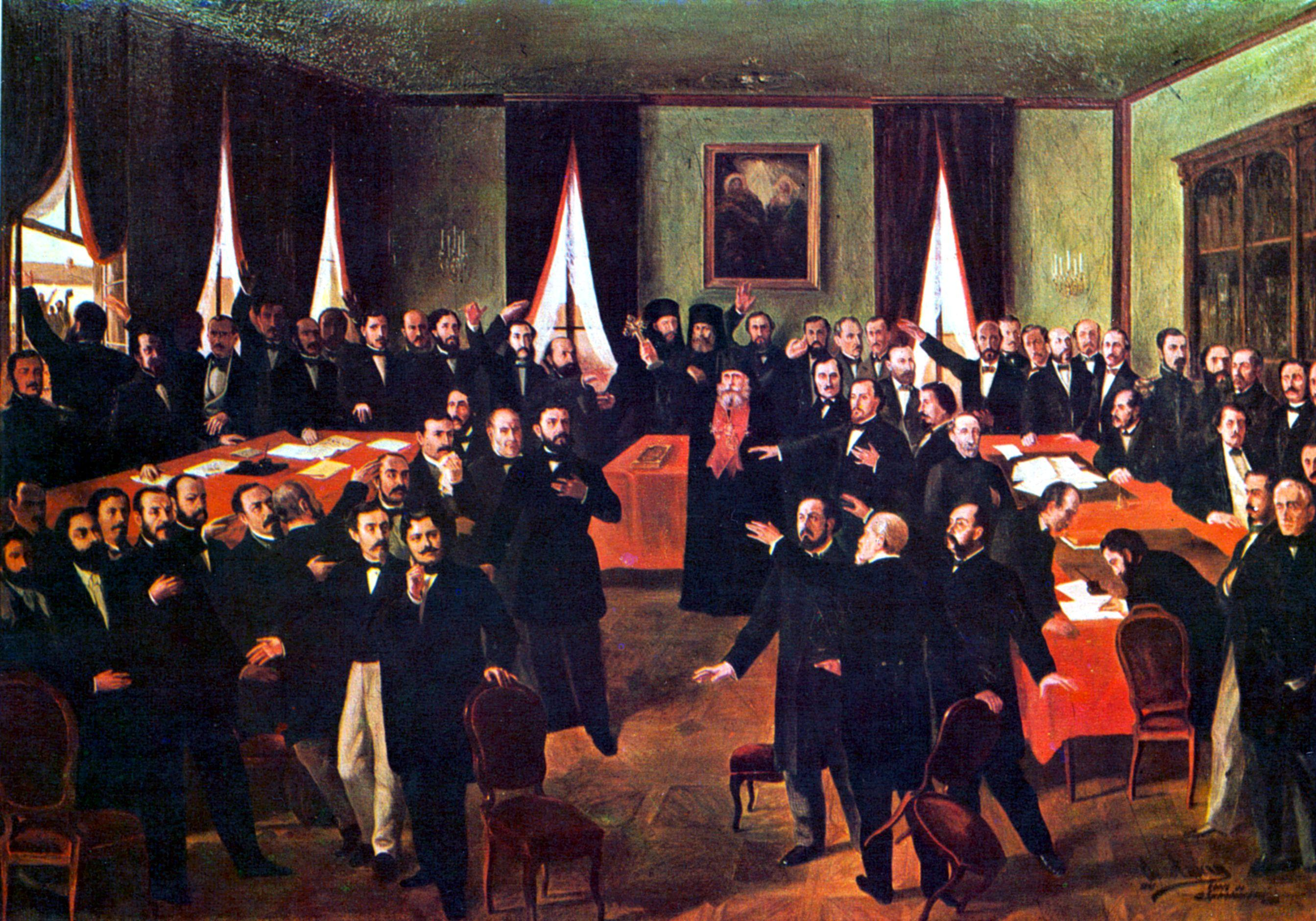
Theodor Aman: Unirea Principatelor

În Moldova a fost ales în unanimitate, la 5/17 ianuarie 1859, liderul unionist Alexandru Ioan Cuza, reprezentantul „Partidei Naționale”. Reprezentanții acestei grupări, ce avea ca obiectiv unirea Moldovei cu Țara Românească, au oscilat o vreme între a avea un candidat al lor și a-l susține pe Grigore M. Sturdza, fiul fostului domnitor Mihail Sturza și agent al Rusiei. Acesta, susținut de Rusia prin intermediul bancherului evreu Șmul Rabinovici și agentului panslavist polonez Nieczuka Wierzbicki, care a adus la Iași câteva sute de mercenari, viza și el unirea celor două țări, dar sub domnia sa și sub forma unui stat-marionetă care să facă jocurile Imperiului Rus. Cu două zile înainte de votul pentru alegerea domnitorului, unioniștii au înțeles jocul lui Sturza și au hotărât să-l respingă și să desemneze un candidat al lor. După dispute aprinse, a fost acceptat comandantul micii armate moldovene, colonelul Alexandru Ioan Cuza (care nu participase la întâlnire). La Adunarea electivă, desfășurată în localul Muzeului de Istorie Națională din Iași, Cuza a fost prezentat drept variantă de compromis între conservatorii filoruși și liberalii pro-occidentali (francofili). Oamenii lui Sturza au fost surprinși să constate că acesta este respins și în schimb adunarea îl votează în unanimitate pe Cuza. Gruparea lor, susținută de mercenarii polonezi ai lui Wierzbicki, care plănuia să acționeze doar pentru a liniști eventualele proteste împotriva alegerii lui Sturza și apoi pentru a forța alegerea sa în Țara Românească, s-a văzut obligată să treacă la ofensivă. S-a pus premiu pentru uciderea liderilor unioniști Mihail Kogălniceanu, Anastasie Panu și Manolache Epureanu (pe al căror sprijin Sturza conta, dar care au votat pentru Cuza) și a domnitorului Cuza. Complotul a fost însă dejucat după ce a fost deconspirat de Alecu von Onciul și Iacob Antosz, iar ancheta a dovedit ulterior implicarea Rusiei.
Întrucât în textul Convenției nu se stipula ca domnii aleși în cele două Principate să fie persoane separate, liderii unioniști au decis ca alesul Moldovei să fie desemnat și în Țara Românească. Acolo însă, Cuza era susținut doar de liberali, în timp ce conservatorii dețineau 46 din cele 72 mandate. În această situație, liberalii radicali au inițiat, prin intermediul tribunilor, o vie agitație în rândul populației Capitalei și al țăranilor din împrejurimi. O mulțime de peste 30 000 oameni s-a aflat în preajma Adunării. Unul dintre tribuni, I.G. Valentineanu, nota că poporul era gata „să năvălească în Cameră și să o silească a proclama ales pe alesul Moldovei".
Într-o ședință secretă a Adunării, deputatul Vasile Boerescu a propus la 24 ianuarie 1859 alegerea lui Alexandru I. Cuza, aceasta fiind acceptată în unanimitate. Astfel s-a făcut primul pas către definitivarea Unirii Principatelor Române. Țările au intrat de atunci într-o uniune personală. Conceptul era cunoscut la acea vreme, dar nu însemna nimic în ce privește o unire politică. Orientarea unionistă a domnitorului a făcut însă ca acesta să acționeze pe parcursul următorilor doi ani în sensul unirii politice.
Alegerea lui Alexandru I. Cuza ca domn al Moldovei a declanșat în Iași o manifestație așa cum Iașul nu mai cunoscuse până atunci. Mii de oameni, masați în piața palatului, au aclamat ore întregi alegerea lui Cuza, iar orașul a fost iluminat timp de patru zile. La lumina torțelor, procesiuni însumând mase mari de oameni, veneau să-l felicite pe domn.

## Recunoașterea internațională a Unirii
Actul istoric de la 24 ianuarie 1859 reprezenta primul pas pe calea înfăptuirii statului național român unitar. Impusă sub o puternică presiune populară, cu deosebire la București, alegerea ca domn al Țării Românești a lui Alexandru Ioan Cuza avea să-și găsească o confirmare deplină la marea manifestare prilejuită de sosirea alesului națiunii în capitala munteană.
Cea mai stringentă problemă era recunoașterea internațională a alegerilor. Faptul împlinit la 24 ianuarie 1859 era considerat de Poartă și de Austria drept o încălcare a Convenției de la Paris. Situația creată în cele două Principate urma să facă, de altfel, obiectul unei noi Conferințe internaționale, care se deschidea la Paris, la 26 martie/7 aprilie - 25 aug./6 sept. Misiuni speciale, conduse de persoane apropiate lui Alexandru I. Cuza, au vizitat capitalele Marilor Puteri garante și au reușit să câștige sprijin pentru cauza românească. Încă în a doua ședință a Conferinței (1/13 aprilie) Franța, Rusia, Anglia, Prusia și Sardinia au recunoscut dubla alegere de la 24 ianuarie 1859. Imperiul Otoman și Austria însă tergiversau; mai mult, se află că se punea la cale o intervenție militară peste Dunăre. Alexandru I. Cuza răspunse energic. La 20 aprilie, la Florești, între Ploiești și Câmpina, armata moldo-munteană era concentrată spre a face față oricărei situații. După alte amenințări, sub presiunea celorlalte puteri garante, Poarta a acceptat oficial, odată cu Austria, în a 3-a ședință a Conferinței de la Paris (25 august/7 septembrie), să recunoască, la rândul ei, dubla alegere. Detensionarea situației, atât în relațiile cu Imperiul Otoman, cât și cu cel Habsburgic, îl determină pe domn să ordone închiderea taberei de la Florești (1 septembrie 1859).
Astfel împlinită recunoașterea situației de fapt, impusă la 24 ianuarie, obiectivul imediat următor era acceptarea de către puterile garante a Unirii depline. Fără a aștepta verdictul altor reuniuni internaționale, Alexandru I. Cuza a trecut la unificarea aparatului de stat, remediind din mers consecințele hotărârilor adoptate prin Convenția de la Paris. Misiunile diplomatice ale Principatelor la Constantinopol erau reunite încă în cursul anului 1859 (martie), cu Costache Negri, recunoscut chiar de către Poartă, drept unic reprezentant al celor două țări. Unificarea armatei începea cu deplasări de unități militare moldovene, la București și muntene, la Iași; tabăra de la Florești s-a bucurat de o comandă unică. În cursul anului 1860, statele majore, instrucția, administrația și intendența au fost așezate sub o singură autoritate, iar aceeași persoană - generalul Ion Emanoil Florescu - a fost numită în funcția de ministru de război în ambele țări. La serviciul telegrafului moldovean și muntean este numit ca inspector general Cezar Librecht.
La Focșani, nu fără dificultăți, își începuse activitatea Comisia Centrală care, potrivit Convenției de la Paris, trebuia să elaboreze legile, comune celor două țări. În cei trei ani de activitate (1859- 1862) din proiectele sale au fost aprobate de Adunarea electivă și promulgate de domn doar cele referitoare la Curtea de Casație și la domeniul funciar (care traducea în fapt principiul egalității fiscale). Proiectul de Constituție nu a fost aprobat însă de domnitorul Cuza, Comisia Centrală din Focșani fiind desființată în 9/21  februarie 1862. Termenul de România, care fusese frecvent folosit, dar neoficial, în  anii 1850 cu referire la un  stat unitar, situat între Marea Neagră și Munții Carpați, a devenit acum numele curent al Principatelor Unite și, începând din 1862, a fost folosit în actele oficiale ale țării.
Raporturile cu acele puteri garante care se arătau ostile unirii sau care jucaseră, în trecut, un rol important în viața Principatelor (Rusia, în anii „protectoratului”) au fost bazate, încă din primii ani ai domniei lui Alexandru I. Cuza, pe respectarea neștirbită a autonomiei țării nou-constituite. Astfel, prezența militarilor otomani va fi categoric interzisă, iar Poarta va fi obligată, în vara anului 1860, să renunțe la pașapoartele sale solicitate călătorilor români, în mai multe situații supușii Imperiului fiind reținuți pentru că au produs diverse neorânduieli. Austria, vehement dușmănoasă, a trebuit să accepte că legile statului român sunt valabile și pentru locuitorii cezaro-crăiești aflați aici cu afaceri. Maghiarii și polonezii, care voiau să rămână în Principate sau să tranziteze spre alte regiuni, sunt protejați de guvern și de domn în spiritul dreptului la azil politic, oferindu-li-se la plecare chiar mijloacele necesare.
Franța, apoi Rusia, Italia și Prusia erau de acord cu unirea deplină. Alexandru I. Cuza aștepta hotărârea Conferinței de la Constantinopol convocată în acest scop. Cum era de așteptat, încă din prima ședință Poarta a cerut dreptul de intervenție în Principate, în cazul unor noi încălcări ale Convenției de la Paris, iar Austria a admis unirea doar pe durata domniei lui Alexandru I. Cuza. La începutul lunii noiembrie 1861 firmanul (decretul) Unirii era prezentat, dar în condiții considerate, în țară, inacceptabile.
Fermitatea lui Alexandru I. Cuza, reacția energică Camerelor și a guvernelor, poziția intransigentă a lui C. Negri și atitudinea favorabilă a majorității Marilor Puteri garante și-au făcut în cele din urmă efectul. La sfârșitul Conferinței de la Constantinopol, Poarta a elaborat un nou firman (4/16 decembrie 1861) prin care a renunțat la condițiile anterior solicitate, Austria păstrându-și vechea poziție.
În ianuarie 1862, guvernele separate din Principate au demisionat pentru a da posibilitatea alcătuirii la București a primului guvern unic al României, condus de Barbu Catargiu.
Șirul de reforme inițiate de Cuza și venirea mai apoi pe tronul Principatelor Unite a domnitorului Carol I, care se bucura atât de sprijinul Franței cât și de cel al Prusiei, a făcut ca actul de la 1859 să fie ireversibil. Din 1866, potrivit Constituției promulgate la 1 iulie, Principatele Unite încep să se numească oficial România.

## Mișcarea anti-unionistă
Mișcarea separatistă din Moldova s-a dezvoltat începând din 1856, în contextul luptei pentru Unirea Principatelor. Printre principalii săi exponenți au fost Nicolae Istrati, Gheorghe Asachi și Costache Negruzzi. Separatiștii s-au manifestat atât prin intermediul broșurilor, cât și al periodicelor („Patria”, „Nepărtinitorul”). Aceștia avansau teoria decăderii Moldovei și a Iașilor, odată cu deplasarea centrului de greutate politic și administrativ spre București. Mai mult, marginalizarea Moldovei avea să intervină, susțineau ei, și din pricina superiorității numerice a muntenilor față de moldoveni, ce avea să le asigure celor dintâi o mai bună reprezentare în legislativul viitorului stat. Mai mult, stataliștii moldoveni au știut să speculeze și momentele conflictuale apărute în trecutul istoric al celor două principate, evocând, spre exemplu, luptele purtate de Ștefan cel Mare împotriva muntenilor.
Pe plan politic, stataliștii au avut, la început, anumite succese, ei reușind, într-o primă fază, să câștige alegerile pentru Divanul Ad-hoc din Moldova, sprijiniți puternic de caimacamii (locțiitorii domnești) Nicolae Vogoride și Teodor Balș. Reușita lor apărea ca una importantă, deoarece Divanul trebuia să se pronunțe cu privire la necesitatea Unirii cu Țara Românească. Repetarea alegerilor, victoria unioniștilor și, implicit, a principiului Unirii, au marcat, pentru moment, înfrângerea patriotismului moldovenesc